# Hunau (Fluss)
Die Hunau (Fluss) ist ein Fluss im Kreis Schleswig-Flensburg in der Landschaft Angeln in Schleswig-Holstein. Sie wird im Wasser- und Bodenverband Hunnau-Lehbeker Au mit der Gewässernummer A geführt. Sie entspringt als verrohrtes Fließgewässer an einem Knick 180 Meter südlich der Grundhofer Chaussee in der Gemeinde Stangheck. Sie fließt nach Norden und verlässt nach dem Erreichen des Waldgebietes Mörderkoppel auf Höhe der Siedlung Tranbüll nach 850 Meter das Rohrsystem. In einem natürlichen Lauf verlässt die Hunau bei Regelsrott den Wald und mäandert in einem Auental, um nach 1270 Meter wieder in ein Rohrsystem mit 60 Zentimeter Durchmesser Richtung Nordwest zu fließen. Nach weiteren 780 Meter verlässt die Hunau wieder das Rohrsystem und unterquert die Bundesstraße B 199 bei Koppelheck, durchquert extensiv genutztes Grünland mit einem Schilfsaum, unterquert den Ostseedeich mit dem Deichsiel und mündet in die Geltinger Bucht und damit in die Ostsee.,  siehe auch Karte 1. Die Fließlänge beträgt 4,04 Kilometer, wovon 1,63 Kilometer verrohrt sind.
Nach der Unterquerung der B 199 liegt die Hunau bis zur Mündung in dem europäischen NATURA 2000-Gebiet  FFH-Gebiet Küstenbereiche der Flensburger Förde von Flensburg bis Geltinger Birk, sowie im Jahre 1967 eingerichtetem Landschaftsschutzgebiet Flensburger Förde.

## Ökologie
Die Hunau wird von der Bundesanstalt für Gewässerkunde (BfG) nicht als berichtspflichtiges Gewässer  über den ökologischen und chemischen Zustand eines Wasserkörpers an die Europäische Union zur Einhaltung der europäischen Wasserrahmenrichtlinie (WRRL) geführt. Dennoch befindet sich vor deren Eintritt in das FFH-Gebiet am rechten Ufer (Lage) und kurz vor der Mündung vor dem Deichsiel (Lage) je eine Messstelle Chemie/Biologie des Landesamtes für Umwelt des Landes Schleswig-Holstein (LfU SH), siehe auch Karte 2.
Die der Hunau benachbarten Zuflüsse der Geltinger Bucht Lippingau im Westen und Lehbekerau im Osten wurde laut Digitalem Strukturverzeichnis (DSV) des Landesverbandes der Wasser- und Bodenverbände Schleswig-Holstein (LWBV), den Wasser- und Bodenverbänden (WBV) und dem Land Schleswig-Holstein (LLUR) überwiegend die Gesamtbewertung „unbefriedigend“ vergeben (in DSV-Karte ockerfarben). Somit ist zu vermuten, dass die Gesamtbewertung für die Hunau eine ähnliche sein wird.

Bis zum Jahre 2028 muss gemäß WRRL für alle Gewässer in der Europäischen Union ein „guter“ ökologischer und chemischer Zustand erreicht werden.

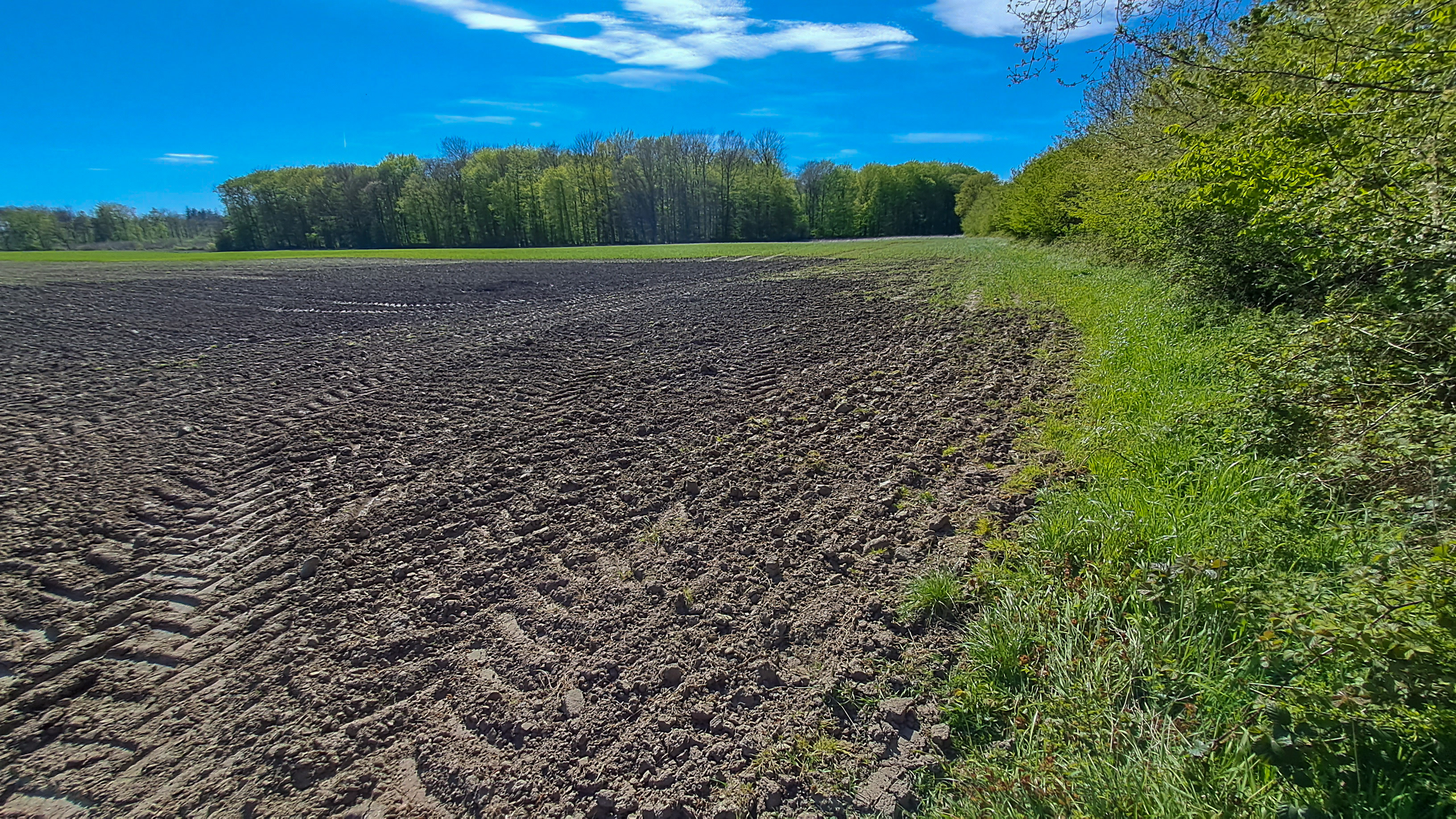
Im Wald Mörderkoppel fließt die Hunau
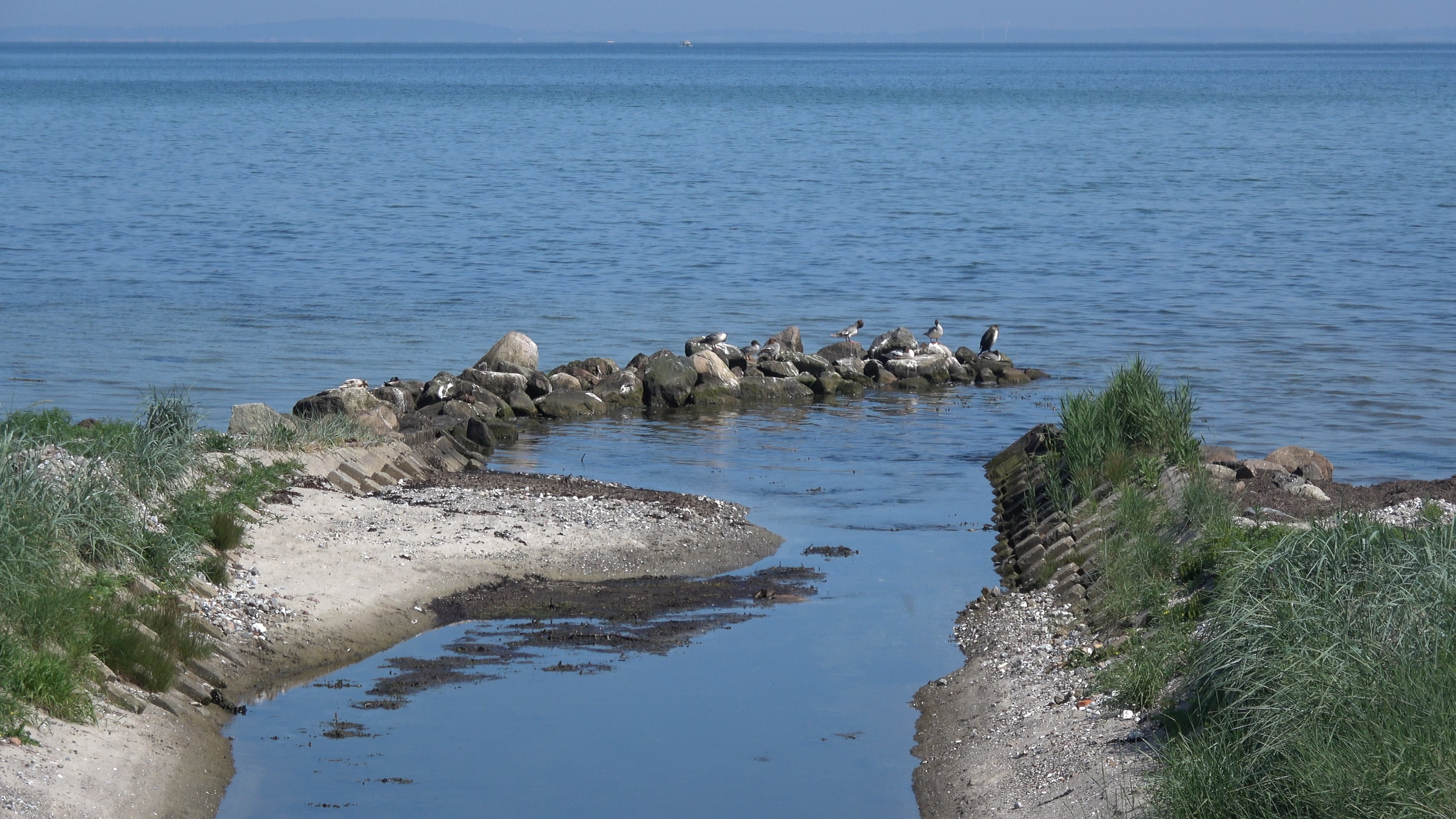
Mündung der Hunau in die Ostsee
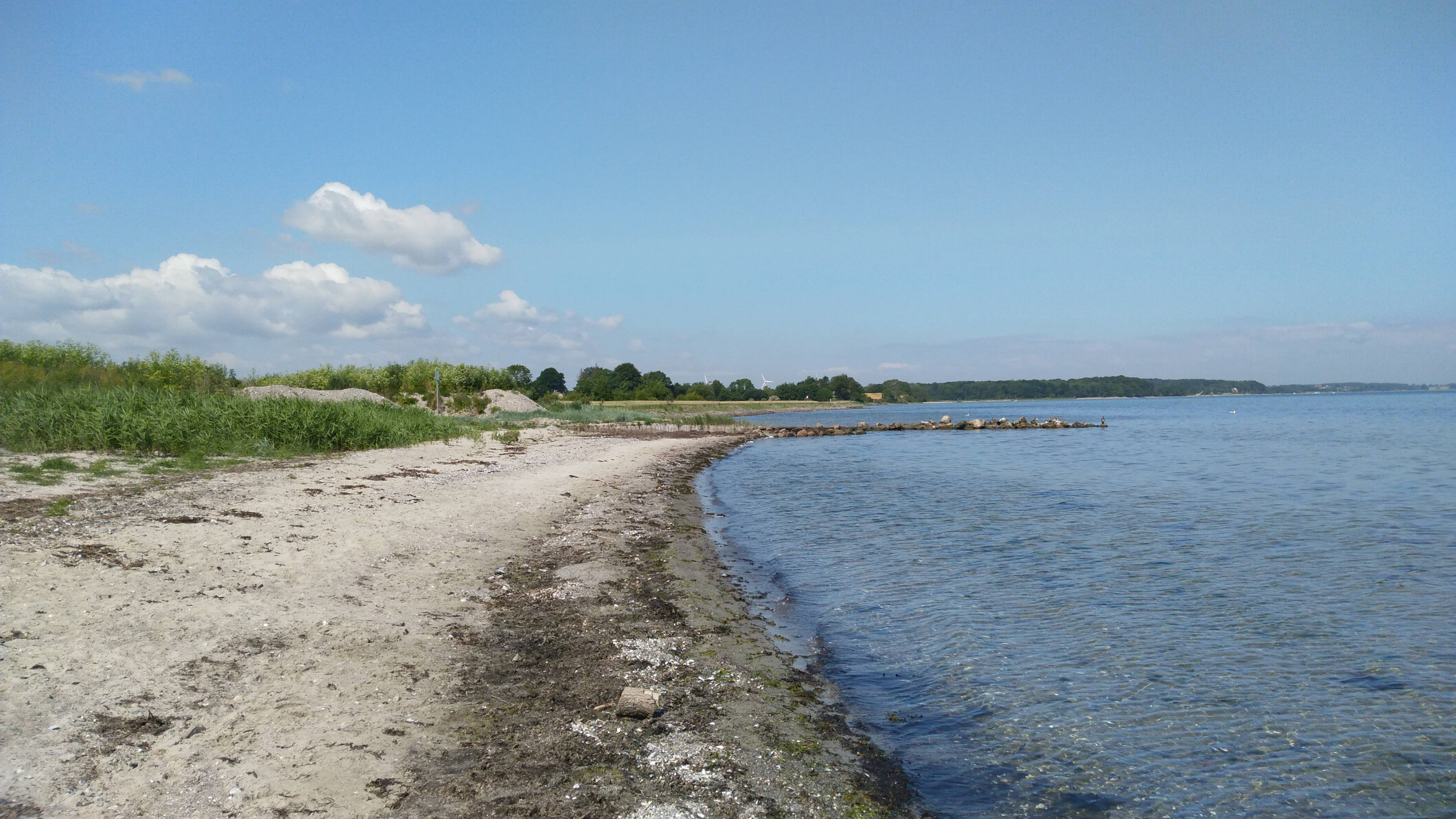
Mündung der Hunau in die Ostsee
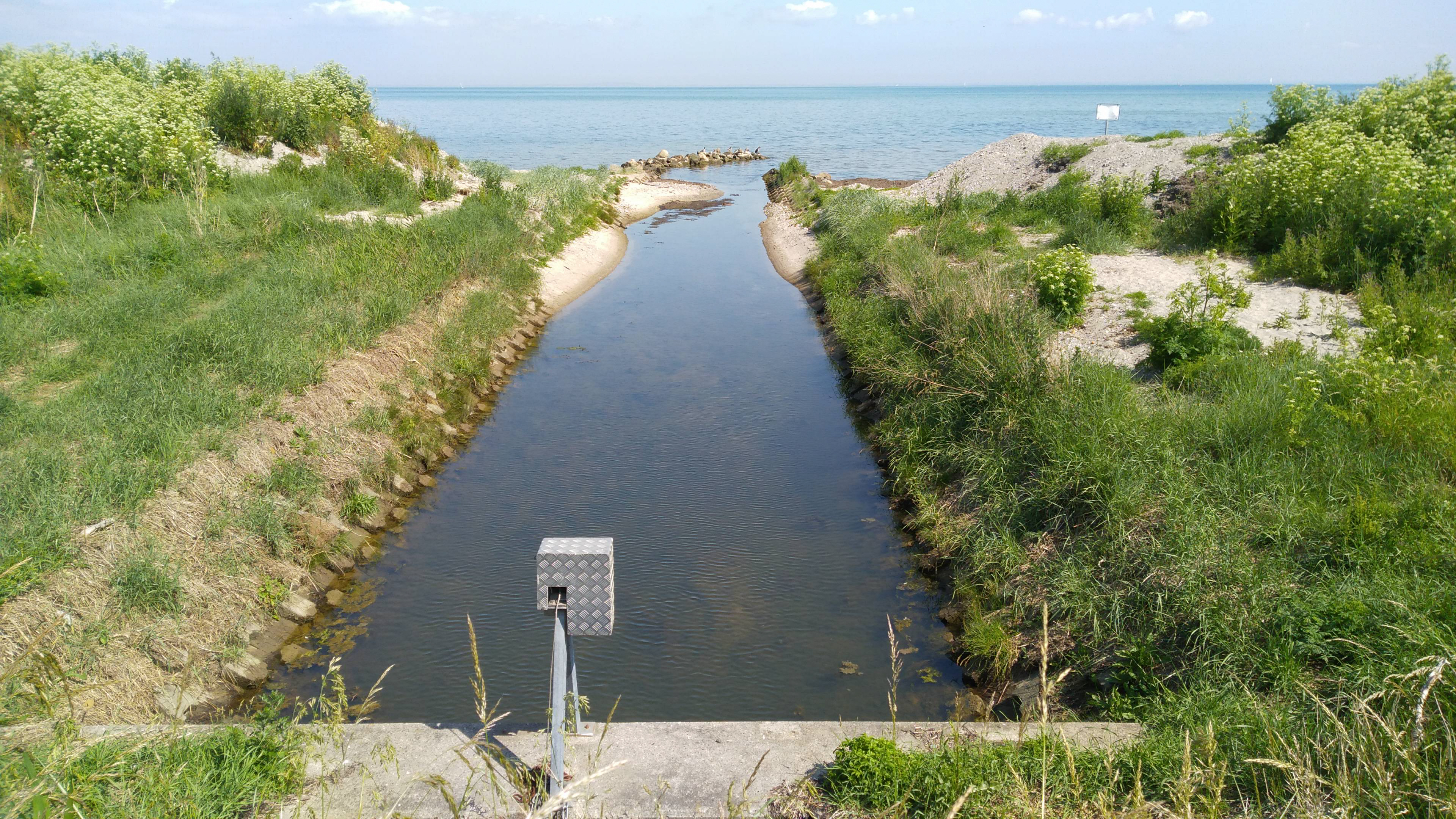
Siel vor der Mündung der Hunau
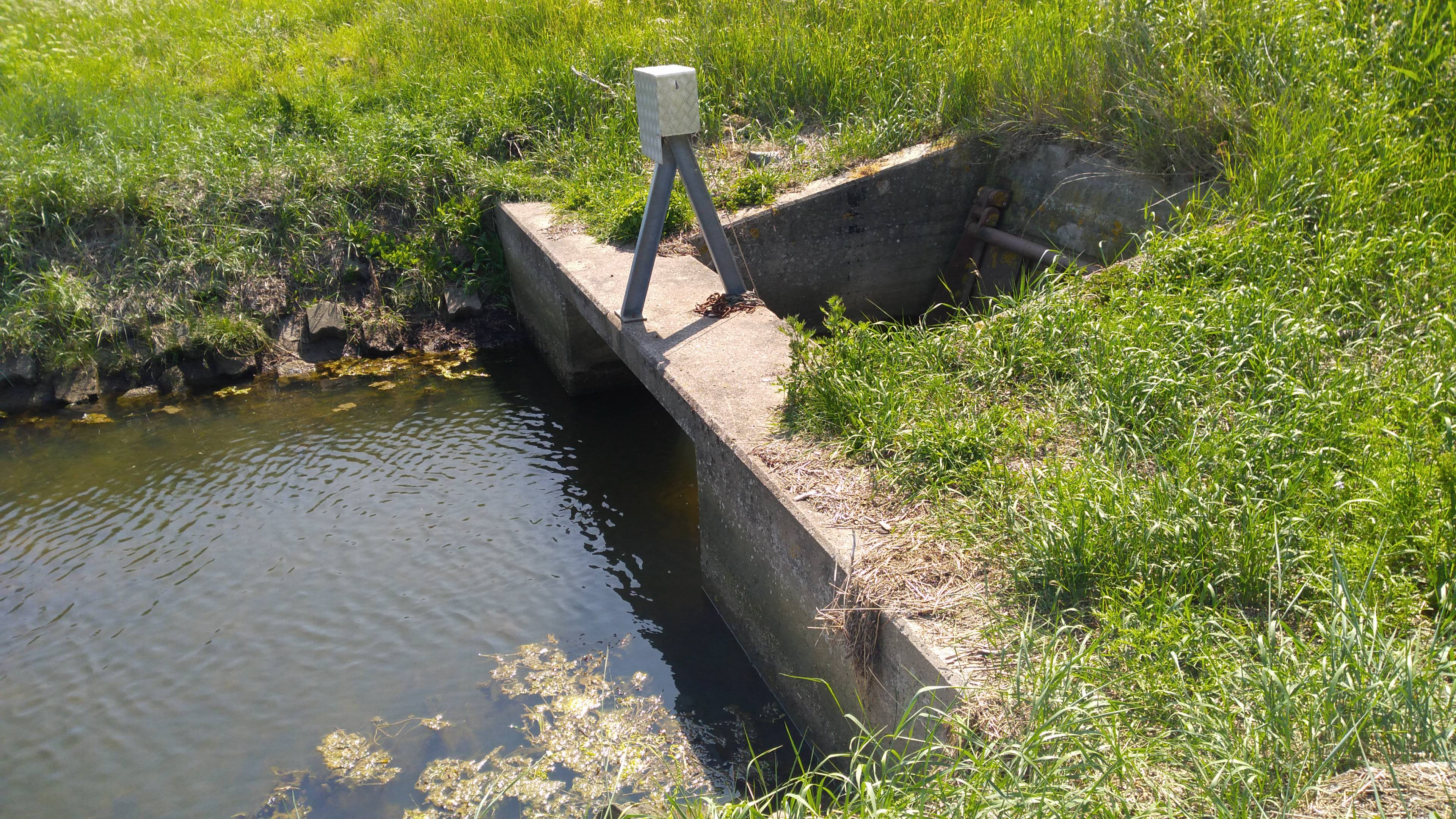
Siel der Hunau im Ostseedeich